# Ребровка (Пензенская область)
Ребровка — упразднённое село в Никольском районе Пензенской области России. На момент упразднения входило в состав Керенского сельсовета. Упразднено в 2008 году.

## География
Урочище находится в северо-восточной части Пензенской области, в подзоне северной лесостепи, в пределах западного склона Приволжской возвышенности, на правом берегу реки Керенки, на расстоянии примерно 8 километров (по прямой) к юго-западу от города Никольска, административного центра района. Абсолютная высота — 238 метров над уровнем моря.

## История
Основано в начале XVIII века. Первопоселенцами были крепостные крестьяне помещика Фёдора Юдича Ребровского. Название восходит к протекающей вблизи речке, правому притоку Веж-Айвы. По состоянию на 1911 год в Ребровке имелись: две крестьянских общины, 178 дворов, церковь, церковно-приходская школа, четыре водяные мельницы, кузница, три кирпичных сарая и четыре лавки. Население села того периода составляло 1059 человек. В административном отношении входило в состав Казарской волости Городищенского уезда. По данным на 1955 год являлось частью Керенского сельсовета. Действовал колхоз имени Молотова.

## Население
| 1782 | 1864 | 1877 | 1896 | 1911  | 1926 | 1930 |
| ---- | ---- | ---- | ---- | ----- | ---- | ---- |
| 308  | ↗658 | ↗936 | ↘763 | ↗1059 | ↘838 | ↗994 |
| 1939 | 1959 | 1979 | 1989 | 1996  | 2002 |      |
| ↘792 | ↘359 | ↘148 | ↘66  | ↘31   | ↘6   |      |

Национальный состав
Согласно результатам переписи 2002 года, в национальной структуре населения русские составляли 100 %.